# Dasypolia ogasawarae
Dasypolia ogasawarae är en fjärilsart som beskrevs av Matsumura 1931. Dasypolia ogasawarae ingår i släktet Dasypolia och familjen nattflyn. Inga underarter finns listade i Catalogue of Life.